# Tamra, la isla
Tamra, la isla (en hangul, 탐나는도다; romanización revisada, Tamnaneundoda), también conocida como Tempted Again, es una serie de televisión sageuk surcoreana emitida en 2009 basada en el manhwa homónimo publicado por Jung Hye Na en 2007, cuya trama ocurre en el año 1640 durante Joseon sobre la reacción de los habitantes de la isla de Jeju (Tamra) tras la llegada de un joven occidental, por error al naufragar en un viaje con destino a Nagasaki, Japón, atraído por la cultura asiática.
Fue protagonizada por Seo Woo, Im Joo Hwan y Hwang Chan Bin (Pierre Deporte). Fue trasmitida por MBC desde el 8 de agosto hasta el 27 de septiembre de 2009, con una extensión de 16 episodios que fueron emitidos las tardes de sábados y domingos a las 19:55 (KST). Originalmente la serie estuvo planeada por la empresa productora Group Eight para 20 episodios, pero debido a la baja audiencia, se decidió recortar a 16.

## Sinopsis
William J. Spencer (Pierre Deporte) es un joven británico aristócrata que en el año 1640 tiene una fascinación por el arte proveniente de Asia oriental, así como también idiomas y cultura, además posee un amigo japonés, Yan. Posteriormente William es estafado por un comerciante, que le vende una porcelana con supuestos poderes mágicos. William es obligado por su madre a casarse y al no tener más opción abre su deseo de llegar a Japón, específicamente a Nagasaki y se embarca en una expedición, pero durante el viaje ocurre un desperfecto, el cae al mar y llega por error a la isla de Tamra en Joseon, donde existe una política que prohíbe el ingreso de extranjeros, obteniendo el apodo de «el reino ermitaño».
Las personas que viven en la isla obtienen sus medios de subsistencia por medio del buceo, el cultivo de una gran superficie de caqui, además de agricultura básica de subsistencia, aunque gran parte de lo que producen es diezmado al Rey a través de un gobierno local corrupto. Por otro lado Park Kyu (Im Joo Hwan) llega desde Hanyang en una misión secreta del rey para destapar la corrupción, malversación de fondos, y todo lo que puede encontrar en Tamra, sin embargo, él es enviado por el rey con el pretexto de haber estado en el centro de un escándalo de acoso sexual y por ende fue desterrado de forma permanente a la isla, tras su llegada es adoptado por la familia de Beo Jin (Seo Woo) que lo obligan a trabajar con la premisa de que «No hay trabajo, no hay comida».
William escondido en una cueva conoce a Beo Jin y secretamente comienzan a ser amigos, pese a no entenderse ya que hablan idiomas diferentes. Beo Jin es la más baja de los buzos aprendiz después de ocho años y ella está siendo constantemente reprendida por su madre ya que siempre hace las cosas mal y lo peor es que pasa y pasa el tiempo y nunca aprende. Su primer encuentro con Park Kyu es cuando la envían en una misión bastante inocua, para entregar algunos abulones a los ancianos de la aldea para una ceremonia religiosa, pero termina por derribar el altar y Park Kyu pierde el medallón que da derecho a su familia a un menor diezmo al rey.
Finalmente la porcelana de William es usada por Park Kyu para hacer sus necesidades, entendiendo que nunca fue mágica ni especial. tan solo un orinal. Al pasar el tiempo William desarrolla sentimientos por Beo Jin, pero llega alguien a buscarlo y deberá decidirse entre irse o quedarse.

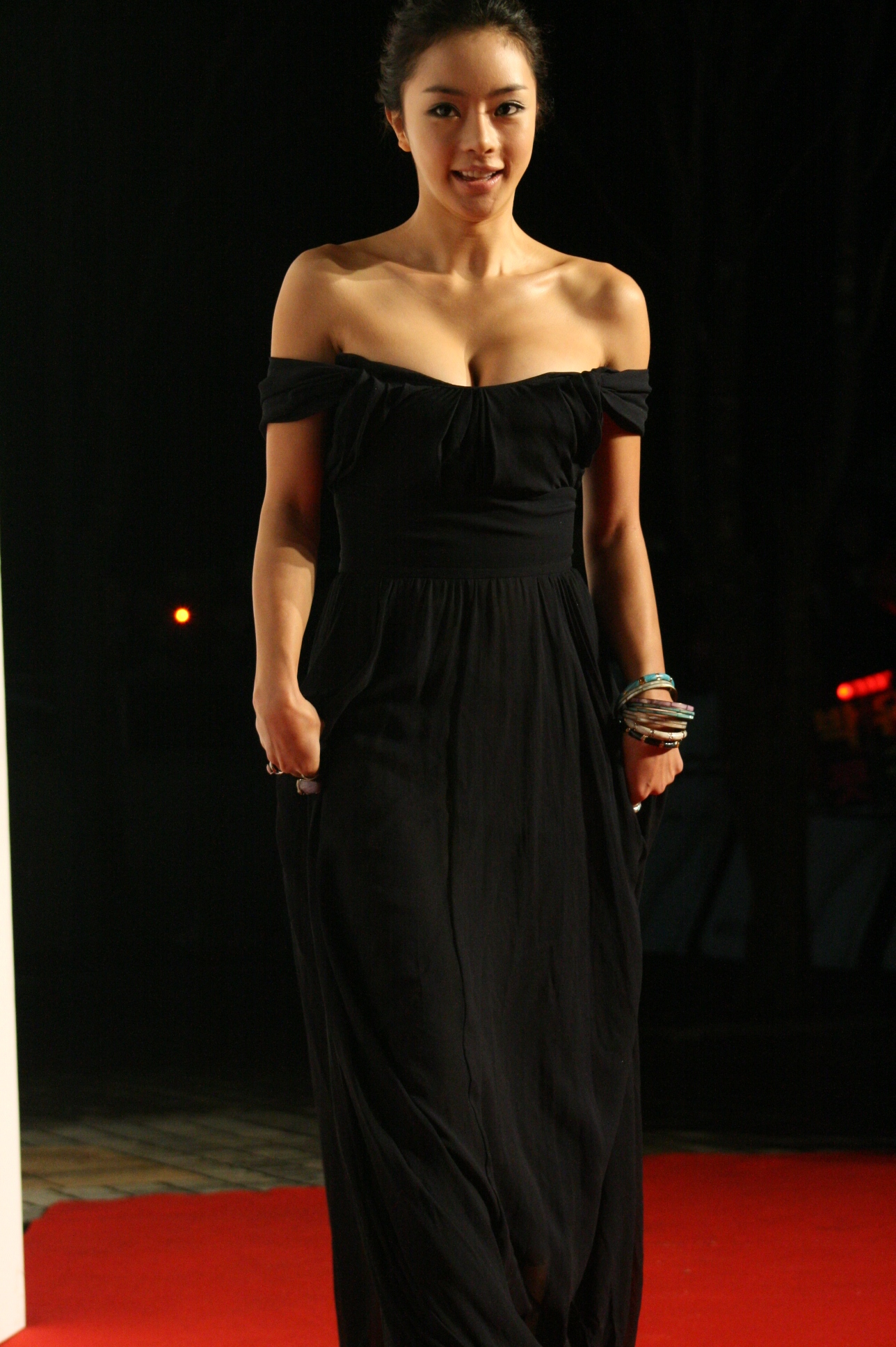
La actriz Seo Woo que interpreta a Beo Jin

## Reparto

### Personajes principales
- Seo Woo como Jang Beo Jin.
- Lim Ju-hwan como Park Kyu.
- Hwang Chan Bin (Pierre Deporte) como William Spencer.
- Lee Seung Min como Seo Rin.
- Lee Sun Ho como Yan Kawamura.

### Personajes secundarios
Relacionados con Beo Jin
- Kim Mi Kyung como Choi Jang Nyeo.
- Byun Woo Min como Jang Won Bin.
- Kim Yoo Jung como Jang Beo Seol.

Relacionados con Park Kyu
- Yang Hee Kyung como Esposa del Sr. Eom.
- Lee Ho Jae como Park Chul.
- Hwang Choon Ha como Bong Sam.
- Hwang Eun Jung como Bok Nyun.

Relacionados con Seo Rim
- Kim Young Moo como Lee Kyung San.
- Seo Bum Shik como Jun Chi Yong.

Relacionados con Yan Kawamura
- Nam Myung Ryul como Geiske Kawamura.

Gente de Tamra (Jeju)
- Park Woong como Jung In Kyun.
- Lee Ho Seong como Hal Ah Bang.
- Jo Seung Yun como Kim Yi Bang.
- Bang Eun Hee como Go Ba Soon.
- Jung Joo Ri como Han Kkeut Boon.
- Kim Ho Won como Hyang Dol Yi.
- Yoo Tae Woong como Han Philip.

Gente de Hanyang (Seúl)
- Jang Kyung Ah como Hong Shi Yun.
- Kim Kyung Choon como Ahn Cham Bong.
- Song Gwi Hyun como Hong Goo Rak.
- Robert Holley como Park Yun.
- Lee Byung Joon como Rey Injo.
- So Young Don como Príncipe heredero Sohyeon.

### Otros personajes
- Lee Han-wi como Lee Sa-pyeong, un alfarero.

## Recepción

### Audiencia
En Azul la audiencia más baja y en rojo la más alta, correspondientes a las empresas medidoras TNms y AGB Nielsen.
| Ep. # | Fecha de estreno         | Share | Share       |
| Ep. # | Fecha de estreno         | TNmS  | AGB Nielsen |
| ----- | ------------------------ | ----- | ----------- |
| 1     | 8 de agosto de 2009      | 6.5 % | 6.7 %       |
| 2     | 9 de agosto de 2009      | 5.8 % | 5.6 %       |
| 3     | 15 de agosto de 2009     | 5.6 % | 5.5 %       |
| 4     | 16 de agosto de 2009     | 5.5 % | 4.7 %       |
| 5     | 22 de agosto de 2009     | 5.3 % | 4.6 %       |
| 6     | 23 de agosto de 2009     | 4.6 % | 3.9 %       |
| 7     | 29 de agosto de 2009     | 6.0 % | 5.3 %       |
| 8     | 30 de agosto de 2009     | 5.8 % | 5.6 %       |
| 9     | 5 de septiembre de 2009  | 5.4 % | 5.4 %       |
| 10    | 6 de septiembre de 2009  | 5.4 % | 5.5 %       |
| 11    | 12 de septiembre de 2009 | 6.2 % | 6.4 %       |
| 12    | 13 de septiembre de 2009 | 6.3 % | 5.9 %       |
| 13    | 19 de septiembre de 2009 | 5.6 % | 5.3 %       |
| 14    | 20 de septiembre de 2009 | 5.4 % | 5.1 %       |
| 15    | 26 de septiembre de 2009 | 6.1 % | 5.9 %       |
| 16    | 27 de septiembre de 2009 | 5.6 % | 5.9 %       |

## Banda sonora
| Track listing |                                           |                 |          |  |
| N.º           | Título                                    | Artista         | Duración |  |
| 1.            | «이어사나» (Ieosana)                      | Jane Park       | 2:10     |  |
| 2.            | «Blue Destiny»                            | Allison Feder   | 4:05     |  |
| 3.            | «Hey-Yeah»                                | HowL            | 5:09     |  |
| 4.            | «Blue»                                    | Mika            | 4:06     |  |
| 5.            | «반쪽» (Banjjok)                          | Sunny Side      | 3:49     |  |
| 6.            | «그저 말하고 싶어» (Geujeo malhago sipeo) | HowL            | 4:16     |  |
| 7.            | «꿈길» (Kkumgil)                          | Kim Bo Ryung    | 4:09     |  |
| 8.            | «Loveland»                                | U Yoo           | 3:21     |  |
| 9.            | «Tamra, The Island»                       | Varios artistas | 2:58     |  |
| 10.           | «Your Tears»                              | Varios artistas | 3:55     |  |
| 11.           | «Under The Sea»                           | Varios artistas | 2:46     |  |
| 12.           | «The New World»                           | Varios artistas | 3:31     |  |
| 13.           | «Nanbaru»                                 | Varios artistas | 2:19     |  |
| 14.           | «I am From...»                            | Varios artistas | 2:25     |  |
| 15.           | «Run, Run, Run»                           | Varios artistas | 1:21     |  |
| 16.           | «William»                                 | Varios artistas | 3:06     |  |
| 17.           | «Dark Lady»                               | Varios artistas | 2:15     |  |

## Emisión internacional
- Japón: BS Nippon (2010) y Fuji TV (2010-2011).[8]
- Malasia: 8TV (2010-2011).
- Singapur: E City (2011).
- Tailandia: Channel 7 (2012).
- Taiwán: Videoland Drama (2011).